# Ernodes gracilis
Ernodes gracilis är en nattsländeart som beskrevs av Nozaki och Kagaya 1994. Ernodes gracilis ingår i släktet Ernodes och familjen sandrörsnattsländor. Inga underarter finns listade i Catalogue of Life.